# Partecipazioni mancate all'Eurovision Song Contest
Molte nazioni hanno espresso la volontà di partecipare all'Eurovision Song Contest ma per vari fattori, politici, geografici, o economici, non hanno potuto mai farlo. Questo articolo elenca i paesi che, nonostante i loro tentativi, ad oggi non sono stati in grado di presentare un artista in gara.

## Liechtenstein
Il Liechtenstein, malgrado non sia membro dell'Unione europea di radiodiffusione (UER), requisito fondamentale per partecipare, ha cercato di partecipare all'Eurofestival nel 1976. Nel primo caso, si pensa che avrebbe dovuto essere rappresentato dalla canzone Un beau matin cantata da Vetty, anche se non ci sono dei riscontri ufficiali. Certo è invece che nel 1976 Biggi Bachmann dovesse cantare My Little Cowboy rappresentando il principato all'Aja, tuttavia il non appartenere all'UER non permise al Liechtenstein di partecipare. Bachmann ha poi partecipato alla selezione svizzera per l'Eurovision 1979 senza però vincere.
In seguito alla creazione della televisione nazionale, 1 FL TV, è stato ufficialmente confermato l'interesse del Paese nel prendere parte alla competizione canora già a partire dall'edizione del 2010. Peter Kolbel, direttore della stazione televisiva, affermò che, nell'eventualità di una partecipazione del principato all'Eurovision Song Contest, sarebbe stata organizzata una preselezione simile a quella tedesca (Deutschland sucht den Superstar)
Il Liechtenstein ha dimostrato interesse per l'edizione 2019, in occasione della ricorrenza dei trecento anni del principato, ma a causa della scomparsa del direttore Peter Kolbel, il Paese non ha partecipato. A succedere Kolbel fu Sandra Woldt, che nel 2022 ha confermato che il principato non stava prendendo in considerazione l'entrata della sua emittente televisiva nell'EBU, cosa reiterata l'anno successivo.

## Libano
Nonostante la sua partecipazione fosse già accertata, il Libano fu obbligato a ritirarsi dall'Eurovision Song Contest 2005 dopo aver annunciato che non avrebbe trasmesso la canzone di Israele cantata da Shiri Maimon sulla propria televisione nazionale legata all'UER. Un regolamento dell'Eurofestival dice che ogni Paese partecipante è obbligato a trasmettere integralmente le serate della manifestazione, mentre la legge libanese bandisce la trasmissione dei contenuti israeliani.
Il Libano doveva essere rappresentato dalla cantante Aline Lahoud con la canzone Quand tout s'enfuit. La canzone era scritta da Jad Rahbani e Romeo Lahoud.
A causa di questo ritiro fuori regolamento, è circolata la voce che il Libano fosse stato bandito dalla manifestazione per tre anni e che avrebbe riacquisito il diritto a partecipare a patto che la televisione libanese trasmettesse 2 serate del festival e desse spazio alla entry israeliana; la voce è però stata smentita dalla stessa UER.
Non ci sono stati altri tentativi di partecipazione da parte del Paese, nonostante il cantante Mika (successivamente conduttore dell'edizione del 2022 a Torino) abbia a più riprese confermato il suo interesse per rappresentare lo stato del levante.

## Tunisia
La Tunisia avrebbe già dovuto debuttare nel 1977, ma si ritirò all'ultimo momento per cause sconosciute, probabilmente perché non voleva competere con Israele.
Tuttavia quest'ultima in occasione dell'Eurovision Song Contest 2019 ha invitato a partecipare alcuni stati del Nordafrica e del Medio Oriente, tra i quali la stessa Tunisia.
Degno di nota è anche il fatto che così come il Libano e il Qatar, lo stato di Tunisia sarebbe stato apparentemente invitato a uno spin-off dell'Eurovision incentrato sul mondo arabo, il quale si sarebbe pianificato tra il 2007 e il 2009, senza però effettivamente tenersi.

## Unione Sovietica
Nel 1987, George Veselov, il ministro dell'istruzione sovietico, propose di far partecipare l'Unione Sovietica all'Eurovision Song Contest, proprio nel periodo delle riforme politiche degli anni ottanta di Michail Gorbačëv. L'idea fu soprattutto di carattere politico: l'URSS, infatti, in caso di vittoria si sarebbe riavvicinata ai Paesi capitalisti dell'Europa occidentale. L'idea però fu considerata troppo radicale e l'URSS così non partecipò mai. La prima partecipazione della Russia come Paese indipendente risale al 1994, e le altre repubbliche sovietiche membri dell'EBU la seguirono a ruota fino all'entrata dell'Azerbaigian in gara nel 2008

## Kosovo
Dal momento in cui ha dichiarato l'indipendenza, il Kosovo ha dimostrato interesse a prendere parte all'Eurovision, ma la televisione pubblica RTK non è accettata nell'UER, in quanto Paesi come la Spagna, la Russia e soprattutto la Serbia non riconoscono il Kosovo come nazione. Nel 2015, il ministro degli esteri kosovaro ha annunciato via Twitter la partecipazione della Nazione all'Eurovision Song Contest 2016, notizia poi smentita dall'UER.
Il Paese ha tentato di entrare nell'UER per poter debuttare all'Eurovision Song Contest 2020, tuttavia nel giugno 2019 la proposta d'adesione è stata rifiutata.
Nel febbraio 2023, RTK ha annunciato lo sviluppo di un format denominato Festivali i Këngës në RTK, con l'intenzione a lungo termine di utilizzarlo come selezione nazionale per il Kosovo, seguendo il modello dell'omonimo albanese. La prima edizione dell'evento si è tenuta tra il 26 e il 28 ottobre 2023. Poco prima del lancio, il direttore del festival, Adi Krasta, ha segnalato l'entusiasmo espresso dall'UER per l'evento; lo stesso direttore generale Noel Curran ha fatto una comparsa in videoconferenza durante la prima serata del festival per congratularsi. Dopo il debutto, il CEO di RTK, Besnik Boletini, ha confermato gli sforzi del paese per partecipare al concorso già nel 2025. RTK ha partecipato come osservatore all'assemblea generale dell'UER nel dicembre 2023.

## Scozia
Il Partito Nazionale Scozzese ha più volte chiesto di mandare un rappresentante all'Eurovision, ma le proposte sono state rifiutate in quanto la Scozia è già rappresentata dal cantante del Regno Unito. L'11 febbraio 2008 l'UER ha dichiarato che un'emittente scozzese potrebbe far parte dell'organismo ma non potrebbe partecipare all'Eurovision, in quanto l'esclusiva per il Regno Unito è della BBC. La Scozia potrà partecipare solo in caso di indipendenza dal Regno Unito.
Nel 2019, il Paese ha debuttato all'Eurovision Choir 2019 a Göteborg.

## Galles
La televisione di lingua gallese S4C ha espresso la volontà di far partecipare il Galles all'Eurovision, e di poter selezionare le canzoni attraverso il festival Cân i Gymru, che si tiene ogni anno dal 1969. Ha inoltre espresso la volontà di partecipare al Junior Eurovision Song Contest 2008; in quella occasione non c'erano problemi, poiché il Regno Unito non aveva intenzione di partecipare, ma alla fine anche il Galles si è ritirato.
Nel 2017, il Paese ha debuttato all'Eurovision Choir of the Year di Riga e nel novembre 2018 ha partecipato al Junior Eurovision Song Contest. In entrambi gli eventi, per la prima volta il Paese non partecipa sotto la bandiera del Regno Unito in una manifestazione organizzata dall'UER (S4C nei primi anni '90 partecipò anche a Giochi senza frontiere, ma rimase indicata come GB).

## Gibilterra
Dal 2006 l'ente pubblico televisivo GBC ha tentato di entrare a far parte dell'UER; tuttavia, proprio come per Galles e Scozia, non essendo un Paese indipendente ma parte del Regno Unito, non ha mai preso parte all'organizzazione né tantomeno alla manifestazione musicale.

## Groenlandia
La Groenlandia ha tentato sin dal 2011 di prendere parte all'UER e ai suoi ambiziosi eventi, come l'ESC; ma proprio come per le isole Fær Øer, perché parte della Danimarca, l'obiettivo non è stato mai raggiunto. Nonostante ciò, più volte partecipanti del Dansk Melodi Grand Prix hanno esibito canzoni parzialmente in lingua groenlandese: le ultime sono state nel 2019 Julie & Nina.

## Qatar
Il Qatar, mostrò interesse per l'edizione 2009, ma dato che si trova completamente fuori dall'area UER non debuttò. La stessa sorte gli toccò nel 2011, nonostante la nascita del programma radio 12 Points Qatar, a tema Eurovision. Al 2024, il paese non ha più mostrato interesse alcuno.

## Kazakistan
Il Paese euroasiatico trasmette da anni l'evento, ma non ne è mai entrato a far parte. Tuttavia l'emittente nazionale kazaka, Khabar TV, è entrata a far parte dell'UER il 1º gennaio 2016; dunque si attendono ancora notizie riguardo a un possibile debutto nella manifestazione musicale.
Il Paese ha poi mostrato interesse per il Junior Eurovision Song Contest, riuscendo poi ad entrare, tramite invito poiché si tratta di un'emittente associata, nella famiglia degli eventi UER e partecipando ufficialmente al Junior Eurovision Song Contest 2018.

## Fær Øer
Dal 2010 l'arcipelago scandinavo ha tentato di entrare a far parte della manifestazione; tuttavia, non essendo indipendenti ma parte della Danimarca, l'UER non ha mai programmato una loro entrata in scena. Nell'edizione 2023, il faroese Reiley è stato selezionato come rappresentante della Danimarca, non superando lo scoglio delle semifinali. La televisione nazionale annunciò quindi piani per entrare nella lista di membri dell'UER, che però non si materializzarono. In seguito, nell’edizione del 2025, un’altra artista, la faroese Sissal, ha partecipato alla competizione rappresentando sempre la Danimarca, qualificandosi e riportando la nazione in finale per la prima volta nel decennio. 

## Cina
Hunan Television ha mandato in onda l'Eurovision Song Contest durante l'edizione 2015 di Vienna e aveva confermato l'interessamento della partecipazione della Cina riguardo all'edizione 2016. L'UER inizialmente aveva risposto che l'entrata in scena di paesi così lontani dall'Europa (come l'Australia) poteva essere una grande possibilità di apertura per la manifestazione, sempre arricchita di nuovi elementi; tuttavia il 3 giugno 2015, l'UER ha rifiutato ogni possibilità. Nonostante ci fossero stati piani per un debutto cinese all'Eurovision Asia Song Contest, questa stessa manifestazione non fu mai allestita: rimane quindi fuori discussione la presenza di una canzone cinese in qualsiasi evento legato all'Eurovision.